# IHC Králové Písek
IHC Králové Písek je český klub ledního hokeje, který sídlí ve městě Písek v Jihočeském kraji. Založen byl v roce 1990 po fúzi klubů VTJ Písek a JITEX Písek. Svůj poslední název nese od roku 2020. Od sezóny 2015/16 působí ve 2. lize, třetí české nejvyšší soutěži ledního hokeje. Klubové barvy jsou žlutá a modrá.
Své domácí zápasy odehrává na zimním stadionu Písek s kapacitou 4 500 diváků.

## Historie
Klub IHC Písek vznikl v roce 1990 sloučením klubů VTJ Písek a JITEX Písek jako VTJ Jitex Písek. V roce 1994 klub postoupil do 1. ligy, kterou hrál až do roku 2005. V sezoně 2004/2005 totiž v prolínací baráži (kterou hrál v 1. lize potřetí) už neuspěl a sestoupil do 2. ligy. V sezoně 2009/2010 postoupil po 5 letech zpět do 1. ligy, ale v následující sezoně 2010/2011 tým skončil po nadstavbové části poslední (16.) a po neúspěšné baráži o 1. ligu, kde celek obsadil poslední 5. místo, opět sestoupil. Ovšem klub odkoupil licenci na 1. ligu od HC Vrchlabí a poté, co byla 15. července 2011 práva na odkoupení licence schválena předsedou ČSLH Tomášem Králem, nastoupil v sezoně 2011/2012 opět v 1. lize. Po finančních problémech momentálně IHC neúspěšně usiloval o postup z krajské ligy do 2. národní hokejové ligy. To se mu podařilo v sezóně 2014/2015. V následujících dvou ročnících se písecký tým vždy prokousal do druholigových vyřazovacích bojů.

## Historické názvy
Zdroj:
- 1990 – VTJ Jitex Písek (Vojenská tělovýchovná jednota Jitex Písek)
- 1993 – HC Jitex Písek (Hockey Club Jitex Písek)
- 1997 – IHC Písek (Ice Hockey Club Písek)
- 2009 – IHC KOMTERM Písek
- 2013 – IHC Písek
- 2020 – IHC Králové Písek

## Známí odchovanci
- Jan Kovář (EV Zug)
- Jakub Kovář (HC Sparta Praha)
- Martin Hanzal
- Jan Rutta (San Jose Sharks)
- Stanislav Neckář
- Marek Mazanec (HC Oceláři Třinec)

## Přehled ligové účasti
Stručný přehled
Zdroj:
- 1990–1992: 1. ČNHL (2. ligová úroveň v Československu)
- 1992–1993: 2. ČNHL – sk. B (3. ligová úroveň v Československu)
- 1993–1994: 2. liga – sk. Západ (3. ligová úroveň v České republice)
- 1994–2005: 1. liga (2. ligová úroveň v České republice)
- 2005–2008: 2. liga – sk. Střed (3. ligová úroveň v České republice)
- 2008–2009: 2. liga – sk. Západ (3. ligová úroveň v České republice)
- 2009–2010: 2. liga – sk. Střed (3. ligová úroveň v České republice)
- 2010–2013: 1. liga (2. ligová úroveň v České republice)
- 2013–2015: Jihočeská krajská liga (4. ligová úroveň v České republice)
- 2015–2016: 2. liga – sk. Západ (3. ligová úroveň v České republice)
- 2016–2018: 2. liga – sk. Střed (3. ligová úroveň v České republice)
- 2018–2019: 2. liga – sk. Jih (3. ligová úroveň v České republice)
- 2019– : 2. liga – sk. Střed (3. ligová úroveň v České republice)

Jednotlivé ročníky
Zdroj:
Legenda: ZČ - základní část, červené podbarvení - sestup, zelené podbarvení - postup, fialové podbarvení - reorganizace, změna skupiny či soutěže
| Československo (1990 – 1993) |                        |           |           |                                                             |                                       |
| Sezóny                       | Soutěž                 | Úroveň    | ZČ        | Play-off, nadstavba, sk. o udržení...                       | Poznámky                              |
| 1990/91                      | 1. ČNHL                | 2. úroveň | 12. místo | Ne                                                          | sk. o udr.                            |
| 1991/92                      | 1. ČNHL                | 2. úroveň | 13. místo | Ne                                                          | sk. o udr.                            |
| 1992/93                      | 2. ČNHL – sk. B        | 3. úroveň | 4. místo  | Ne                                                          | Reorganizace                          |
| Česko (1993 – )              |                        |           |           |                                                             |                                       |
| Sezóny                       | Soutěž                 | Úroveň    | ZČ        | Play-off, nadstavba, sk. o udržení...                       | Poznámky                              |
| 1993/94                      | 2. liga – sk. Západ    | 3. úroveň | 1. místo  |                                                             | Postup                                |
| 1994/95                      | 1. liga                | 2. úroveň | 11. místo | Předkolo (prohra 1:2 na zápasy s H+S Beroun)                |                                       |
| 1995/96                      | 1. liga                | 2. úroveň | 5. místo  | Semifinále (prohra 0:2 na zápasy s HC Slezan Opava)         |                                       |
| 1996/97                      | 1. liga                | 2. úroveň | 3. místo  | Ne                                                          |                                       |
| 1997/98                      | 1. liga                | 2. úroveň | 8. místo  | Ne                                                          |                                       |
| 1998/99                      | 1. liga                | 2. úroveň | 10. místo | Ne                                                          |                                       |
| 1999/00                      | 1. liga                | 2. úroveň | 4. místo  | Semifinále (prohra 0:3 na zápasy s HC Dukla Jihlava)        |                                       |
| 2000/01                      | 1. liga                | 2. úroveň | 8. místo  | Čtvrtfinále (prohra 0:3 na zápasy s KLH Chomutov)           |                                       |
| 2001/02                      | 1. liga                | 2. úroveň | 12. místo | Ne                                                          | Baráž                                 |
| 2002/03                      | 1. liga                | 2. úroveň | 7. místo  | Čtvrtfinále (prohra 2:3 na zápasy s HC Dukla Jihlava)       |                                       |
| 2003/04                      | 1. liga                | 2. úroveň | 12. místo | Ne                                                          | sk. o udr.                            |
| 2004/05                      | 1. liga                | 2. úroveň | 14. místo | Ne                                                          | Baráž                                 |
| 2005/06                      | 2. liga – sk. Střed    | 3. úroveň | 3. místo  | Ne                                                          | Baráž                                 |
| 2006/07                      | 2. liga – sk. Střed    | 3. úroveň | 6. místo  | Osmifinále (prohra 2:3 na zápasy s HC Klášterec nad Ohří)   |                                       |
| 2007/08                      | 2. liga – sk. Střed    | 3. úroveň | 3. místo  | Čtvrtfinále (prohra 1:3 na zápasy s HC Řisuty)              | Změna skupiny                         |
| 2008/09                      | 2. liga – sk. Západ    | 3. úroveň | 3. místo  | Osmifinále (prohra 0:2 na zápasy s HC Stadion Litoměřice)   | Změna skupiny                         |
| 2009/10                      | 2. liga – sk. Střed    | 3. úroveň | 1. místo  | Finále (výhra 3:0 na zápasy s KLH Vajgar Jindřichův Hradec) | Baráž                                 |
| 2010/11                      | 1. liga                | 2. úroveň | 16. místo | Baráž o 1. ligu (5. místo)                                  | Sestup; odkoupení licence od Vrchlabí |
| 2011/12                      | 1. liga                | 2. úroveň | 11. místo | Play-out (1. místo)                                         |                                       |
| 2012/13                      | 1. liga                | 2. úroveň | 14. místo | Baráž o 1. ligu (3. místo)                                  | Sestup a následná přihláška do KP     |
| 2013/14                      | Jihočeská krajská liga | 4. úroveň | 1. místo  | Semifinále                                                  |                                       |
| 2014/15                      | Jihočeská krajská liga | 4. úroveň | 2. místo  | Vítěz;                                                      | Kvalifikace                           |
| 2015/16                      | 2. liga – sk. Západ    | 3. úroveň | 10. místo | Předkolo (prohra 0:2 na zápasy s BK Havlíčkův Brod)         | Změna skupiny                         |
| 2016/17                      | 2. liga – sk. Střed    | 3. úroveň | 8. místo  | Osmifinále (prohra 2:4 na zápasy s HC Kobra Praha)          |                                       |
| 2017/18                      | 2. liga – sk. Střed    | 3. úroveň | 10. místo | Skupina o udržení (neodehráno)                              | Změna skupiny                         |
| 2018/19                      | 2. liga – sk. Jih      | 3. úroveň | 4. místo  | Osmifinále (prohra 2:3 na zápasy s Draci Šumperk)           | Změna skupiny                         |
| 2019/20                      | 2. liga – sk. Střed    | 3. úroveň | 7. místo  | sezóna zrušena kvůli pandemii covidu-19                     | Změna skupiny                         |
| 2020/21                      | 2. liga – sk. Jih      | 3. úroveň | neurčeno  | sezóna zrušena kvůli pandemii covidu-19                     | Změna skupiny                         |
| 2021/22                      | 2. liga – sk. Jih      | 3. úroveň | 7. místo  | Ne                                                          |                                       |
| 2022/23                      | 2. liga – sk. Západ    | 3. úroveň | 9. místo  | Předkolo (prohra 0:2 na zápasy s Mostečtí lvi)              | Změna skupiny                         |
| 2023/24                      | 2. liga – sk. Západ    | 3. úroveň | 14. místo | Ne                                                          |                                       |
| 2024/25                      | 2. liga – sk. Západ    | 3. úroveň | 7. místo  | Osmifinále (prohra 0:3 na zápasy s HC Příbram)              |                                       |

## Účast v mezinárodních pohárech
Zdroj:
Legenda: SP - Spenglerův pohár, EHP - Evropský hokejový pohár, EHL - Evropská hokejová liga, SSix - Super six, IIHFSup - IIHF Superpohár, VC - Victoria Cup, HLMI - Hokejová liga mistrů IIHF, ET - European Trophy, HLM - Hokejová liga mistrů, KP - Kontinentální pohár
- KP 2000/2001 – 1. kolo, sk. J (2. místo)